# Sechste Flottille (Volksmarine)
Die 6. Flottille der Volksmarine der DDR (Tarnname Bukwa) war der Schnellbootsverband der Volksmarine. Sie war eine von drei Flottillen der Volksmarine und wurde am 1. Mai 1963 gegründet. Am 8. Mai 1965 bezog sie ihren Stützpunkt auf der Halbinsel Bug bei Dranske auf Rügen. Die Auflösung der Flottille fand am 2. Oktober 1990 statt.

## Geschichte

### Aufbau
Mit Befehl 4/56 des Ministers für Nationale Verteidigung der DDR, Generaloberst Willi Stoph, wurde Anfang 1956 mit der Bildung der Seestreitkräfte der DDR begonnen. Die bereits bestehenden Einheiten der Volkspolizei zur See wurden dem Kommando der Nationalen Volksarmee unterstellt und bildeten den Grundstock der neuen Seestreitkräfte.

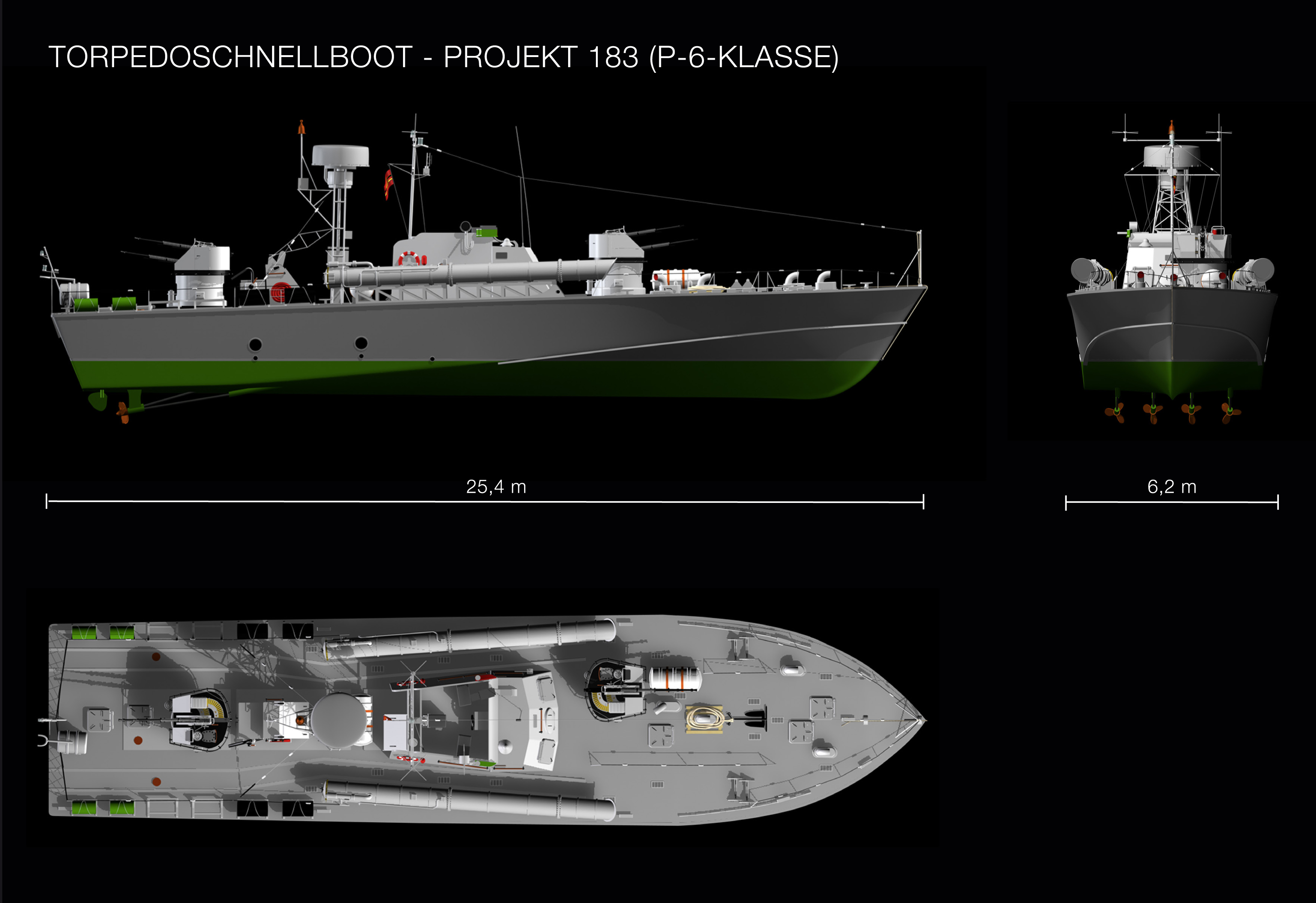
Ansichten des Torpedoschnellbootes Projekt 183 (P-6-Klasse)

Obwohl bereits im September 1952 mit der Entwicklung von Schnellbooten begonnen wurde, standen diese im Gründungsjahr der Seestreitkräfte noch nicht zur Verfügung. In der Peene-Werft in Wolgast entwickelte man das Torpedoschnellboot (TS-Boot) Typ „Lachs“ (Projekt 16). Die Entwicklungsarbeiten wurden im März 1957 auf Weisung der Seestreitkräfte eingestellt. Zu diesem Zeitpunkt hatte man sich für den Kauf von sowjetischen Torpedoschnellbooten Projekt 183 (P-6-Klasse) entschieden.
Die Forschungsstelle Roßlau erhielt ebenfalls einen Auftrag zur Entwicklung eines TS-Bootes. 1955 wurde ein Boot des Typs „Forelle“ (Projekt 57) zur Erprobung fertiggestellt. Aufgrund häufiger Störungen und Schäden an Boot und Bootseinrichtungen wurde diese Entwicklung 1958 abgebrochen und der Prototyp verschrottet.
Die ersten neun Boote des Typs P-6 wurden am 8. Oktober 1957 in Dienst gestellt. Zur Unterbringung der Besatzungen diente ab 1958 das Wohnschiff Grobian, ein umgebauter niederländischer Tankschleppkahn. Am 30. Oktober 1958 wurden fünf weitere TS-Boote dieses Typs in Dienst gestellt und 1959 aus den TS-Booten die Torpedoschnellboots-Brigade (TSB-Brigade) als selbständigen Truppenteil der Seestreitkräfte gebildet. Im September 1960 erhöhten die Seestreitkräfte ihren Bestand an TS-Booten des Projektes 183 auf 27 Boote.

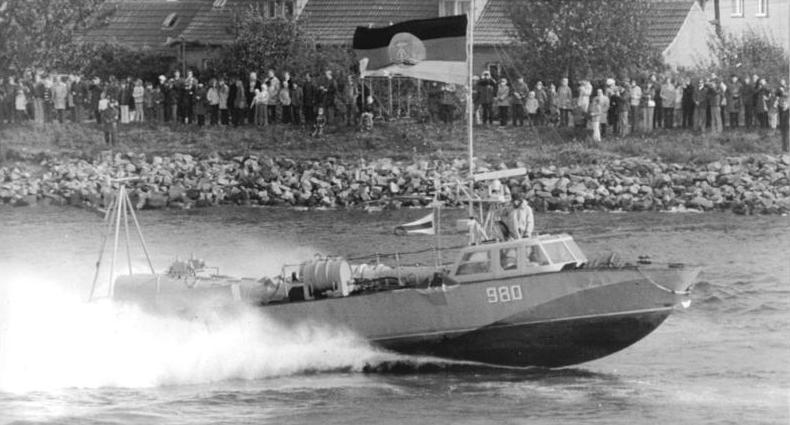
Die LTS, hier die Fritz Globig (Iltis-A-Klasse), hatten Gleiter-Rümpfe

Im August 1961 wurde das erste Versorgungs- und Wohnschiff aus eigener Produktion unter der Bezeichnung Schwimmender Stützpunkt Projekt 62 (Jugend-Klasse) in Dienst gestellt. Bis Ende 1963 wurden diese acht schwimmenden Stützpunkte für die Schnellboots-Brigaden gefertigt. Im September 1962 begann die Indienststellung der Leichten Torpedoschnellboote (LTS-Boot) Typ „Iltis“ Projekt 63 (Iltis-A-Klasse) eigener Produktion. Das LTS-Boot Projekt 63 war eine Entwicklung der Peene-Werft Wolgast. Gleichzeitig wurde in der Yachtwerft Berlin das Leichte Torpedoschnellboot Typ „Hydra“ resp. „Wiesel“ (Projekt 68) (Iltis-B-Klasse) entwickelt. Zu diesem Zeitpunkt fuhren auch schon Versuchsboote, die aber erst 1964 in den aktiven Dienst übernommen wurden.

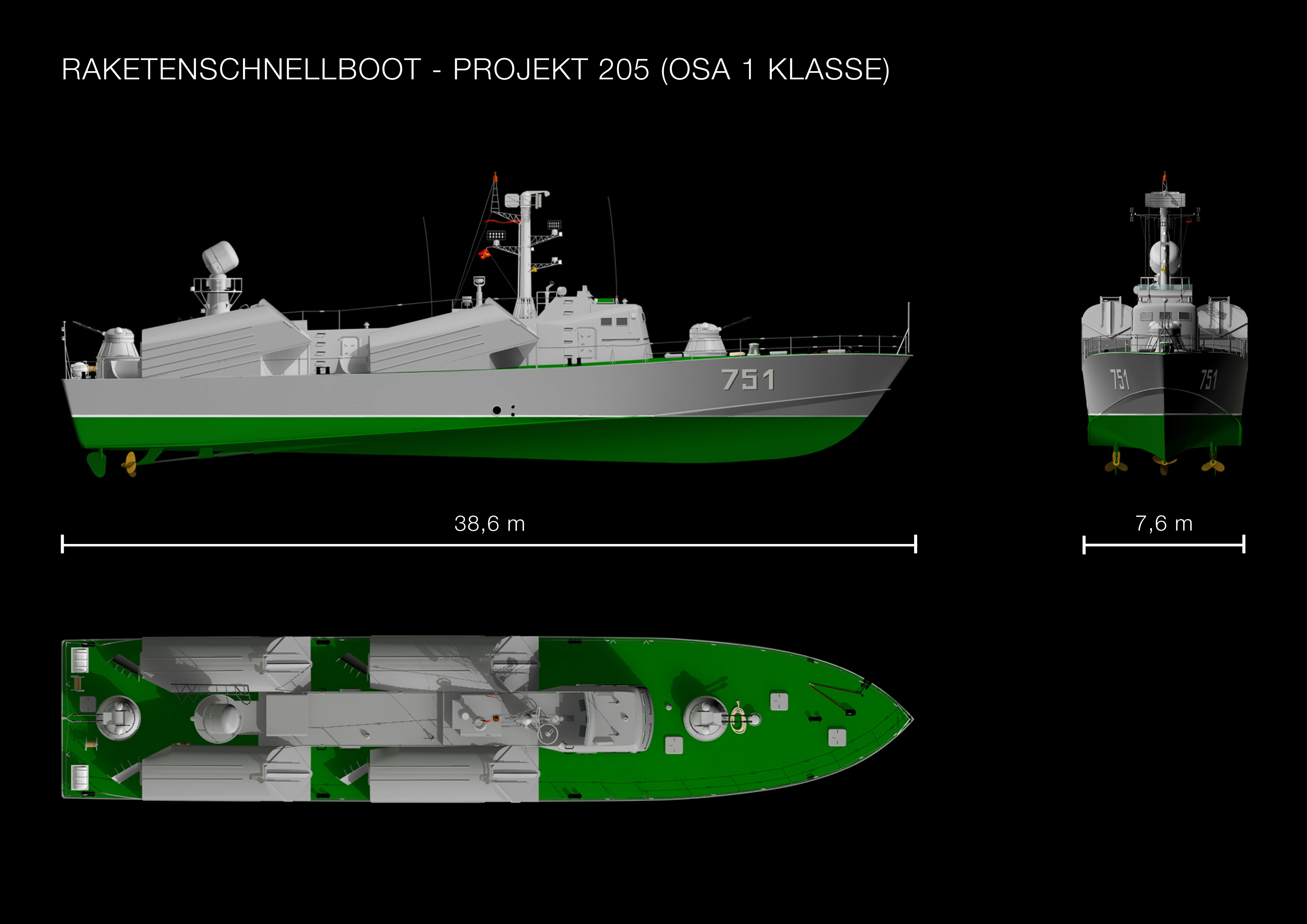
Raketenschnellboot Projekt 205 (OSA-1-Klasse)

Auf Grund der bereits 1961 getroffenen Festlegungen zur Umrüstung der Streitkräfte auf Raketenbewaffnung wurden am 26. November 1962 die ersten beiden sowjetischen Raketenschnellboote (RS-Boot) Projekt 205 (Osa-I-Klasse) in Dienst gestellt. Obwohl weitere RS-Boote erst über ein Jahr später in Dienst gestellt wurden, bildete man bereits im Oktober 1962 die Raketenschnellboot-Brigade (RSB-Brigade).

### Von der Gründung des Verbandes bis zum Mauerfall, 1963 bis 1989
Auf Befehl des Ministers für Nationale Verteidigung der DDR, Armeegeneral Heinz Hoffmann, wurde am 1. Mai 1963 als Verband der Schiffsstoßkräfte der Volksmarine die 6. Flottille in Sassnitz geschaffen. Der Verband bestand aus RS-, TS- und LTS-Booten sowie Küstenschutzschiffen Projekt 50 (Riga-Klasse), Landungsbooten Typ „Labo“ (Projekt 49) und Hilfsschiffen. Neben den bereits bestehenden TSB- und RSB-Brigaden wurde mit der Gründung des Verbandes auch die Leichte-Torpedoschnellboots-Brigade (7. LTSB-Brigade) gebildet. Als Heimathafen und Stützpunkt für die 6. Flottille wurde die Halbinsel Bug bei Dranske auf Rügen gewählt. Der Bug wurde bereits von der kaiserlichen Marine genutzt, die dort eine Seeflugstation für Marineflieger errichtet hatte. Nach dem Krieg wurden unter Aufsicht der Engländer alle militärischen Anlagen demontiert. Während des Zweiten Weltkrieges wurde der Bug vom 126. Seeaufklärungsgeschwader der Luftwaffe als Seefliegerhorst genutzt. Ab November 1944 war hier auch die Seenotstaffel 81 unter dem Kommando von Hauptmann Karl Born stationiert, die am 5. Mai 1945 als letzte den Stützpunkt verließen. Nach dem Zweiten Weltkrieg wurde der Stützpunkt von den sowjetischen Truppen gesprengt und demontiert. Mit der Gründung der 6. Flottille begannen auf dem Bug die Bauarbeiten zur Errichtung des neuen Stützpunktes.

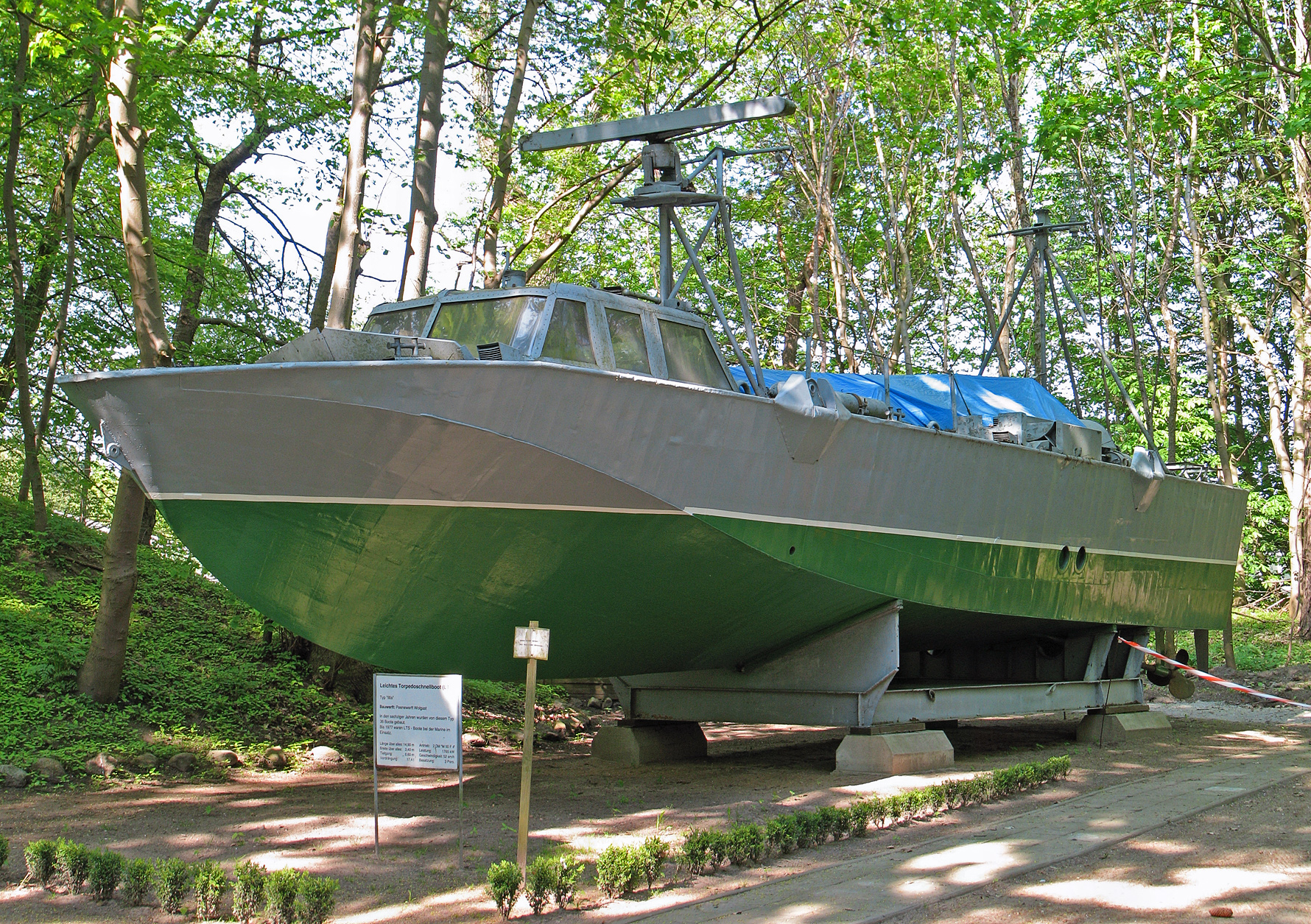
Leichtes Torpedoschnellboot (LTS), Projekt 63.300 (Iltis-A-Klasse)

Auch wenn der Heimatstützpunkt der 6. Flottille noch nicht fertig war, wurden fortlaufend neue Schnellboote in Dienst gestellt. Ende 1964 begann die Indienststellung der LTS-Boote Projekt 68.200. Sie besaßen, im Gegensatz zu den LTS-Booten Projekt 63.300 mit zwei Torpedorohren, drei Torpedorohre und konnten schnell in eine Minen- oder Transportvariante umgerüstet werden.
Im Mai 1965 konnte der Stützpunkt bezogen werden. Dazu wurde der Verband umstrukturiert. Die Küstenschutzschiffe und Landungsboote wurden herausgelöst und anderen Verbänden unterstellt. Am 8. Mai 1965 erfolgte die Einweihung des Stützpunktes Bug/Dranske mit einem militärischen Zeremoniell. Er wurde Heimathafen aller TS-, RS- und LTS-Boote, die bisher an unterschiedlichen Standorten stationiert waren, und aller zukünftigen Schnellboote der Volksmarine.
1966 wurde das letzte LTS-Boot Projekt 63.300 in Dienst gestellt und ein Jahr später begann die Außerdienststellung der ältesten LTS-Boote Projekt 63.300 und Projekt 68.200. Die letzte Indienststellung der LTS-Boote Projekt 68.200 erfolgte im Jahr 1968. Im November 1967 wurden auch die ersten acht TS-Boote Projekt 183 außer Dienst gestellt. Die TS-Boote dieser Serie wurden nach ihrer Außerdienststellung aber nicht alle sofort verschrottet. Teilweise erfuhren sie noch andere Verwendungen. 13 Boote wurden zum Schutz vor Wind und Wellen um den Fischereihafen Dranske versenkt. Ihre Bootskörper dienten dabei auch zur Aufzucht von Forellen.

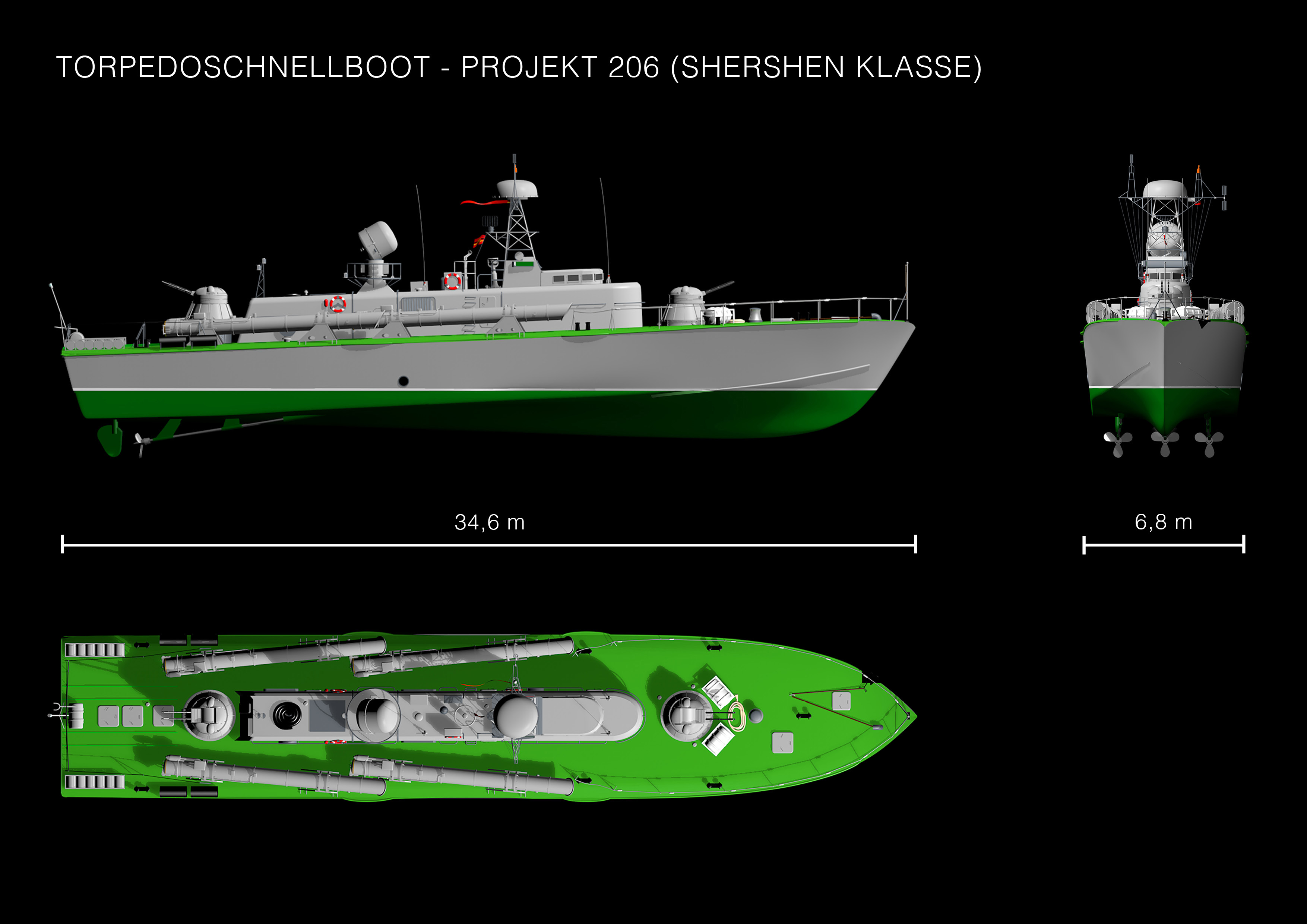
Ansichten des Torpedoschnellbootes Projekt 206 (Shershen-Klasse)

Am 14. Oktober 1968 wurde das erste sowjetische Torpedoschnell-Boot Projekt 206 (Shershen-Klasse) übernommen. Die TS-Boote Projekt 206 ersetzten die außer Dienst gestellten TS-Boote Projekt 183. Bis zum Jahre 1971 wurden 18 dieser Torpedoträger in Dienst gestellt.
Am 1. Dezember 1971 wurde der Verband ein weiteres Mal umstrukturiert. Die bisher typenreinen Truppenteile der RSB- und TSB-Brigaden wurden zu drei gemischten Raketen- und Torpedoschnellboots-Brigaden (RTSB-Brigaden) umformiert, die 1., 3. und 5. RTSB-Brigade. Eine RTSB-Brigade bestand aus einer Raketenschnellboots-Abteilung (RSB-A) mit vier RS-Booten Projekt 205 und einer Torpedoschnellboots-Abteilung (TSB-A) mit fünf TS-Booten Projekt 206 sowie einem Schwimmenden Stützpunkt. Die 7. LTSB-Brigade blieb unverändert, ihr gehörten drei Abteilungen zu je zehn Booten und zwei Schwimmende Stützpunkte an. Drei RS- und drei TS-Boote wurden nach Parow zur Schulbootsbrigade verlegt, deren Rückführung erfolgte 1981 mit Auflösung dieser Brigade.

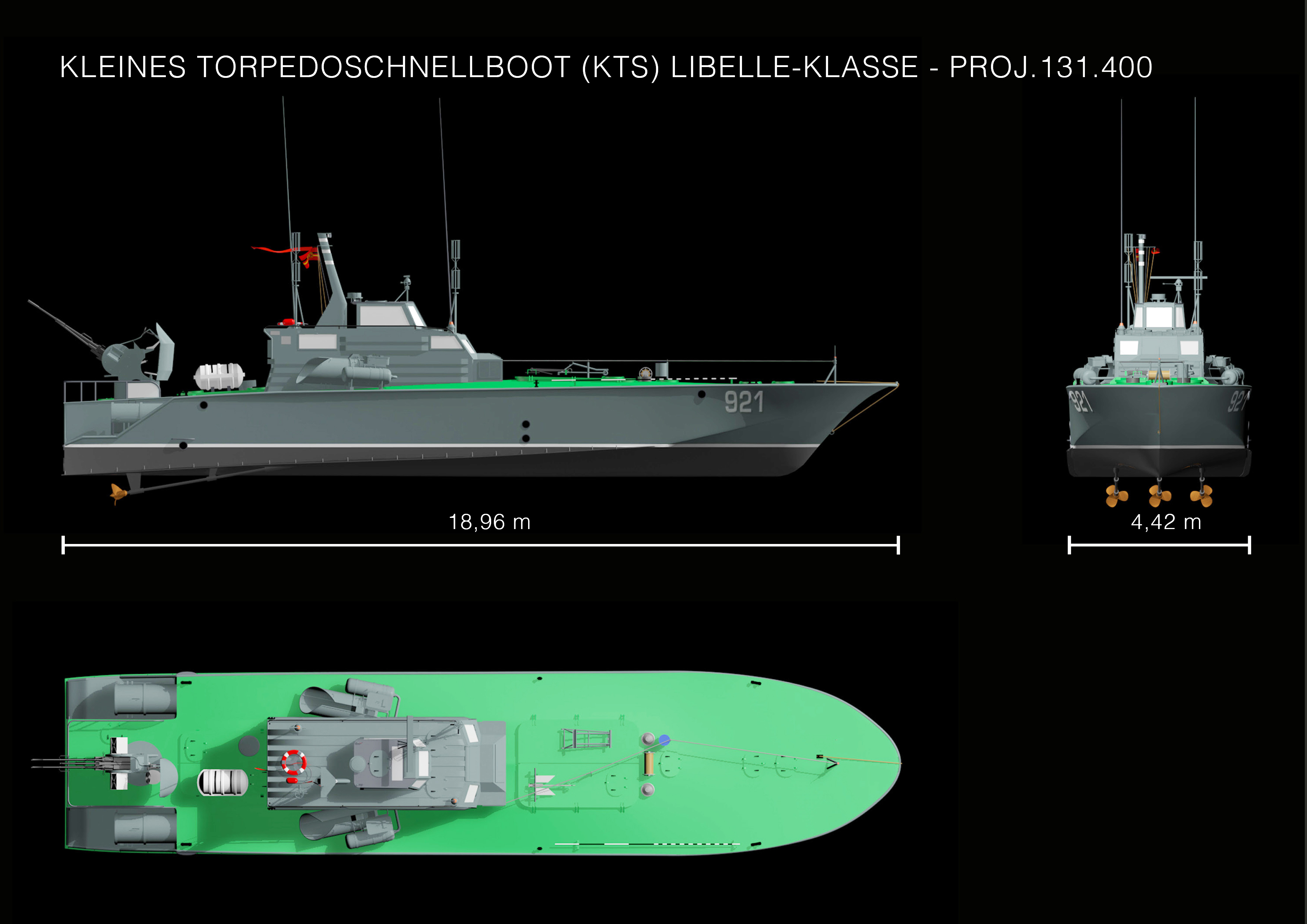
Dreiseitenansicht KTS-Boot, Projekt 131 (Libelle-Klasse)

Im Dezember 1974 begann die Indienststellung der Kleinen Torpedoschnellboote (KTS-Boote) Projekt 131.4 (Libelle-Klasse), die die außer Dienst gestellten LTS-Boote ersetzten. Am 1. Dezember 1976 erfolgte eine Trennung der Brigade und die 9. LTSB-Brigade wurde gebildet. Zu einer Brigade gehörten drei Gruppen zu je fünf Booten und ein schwimmender Stützpunkt. Die LTSB-Brigaden wurden am 1. Dezember 1982, nachdem es schon einige Jahre keine LTS-Boote mehr gab, in TSB-Brigaden umbenannt.

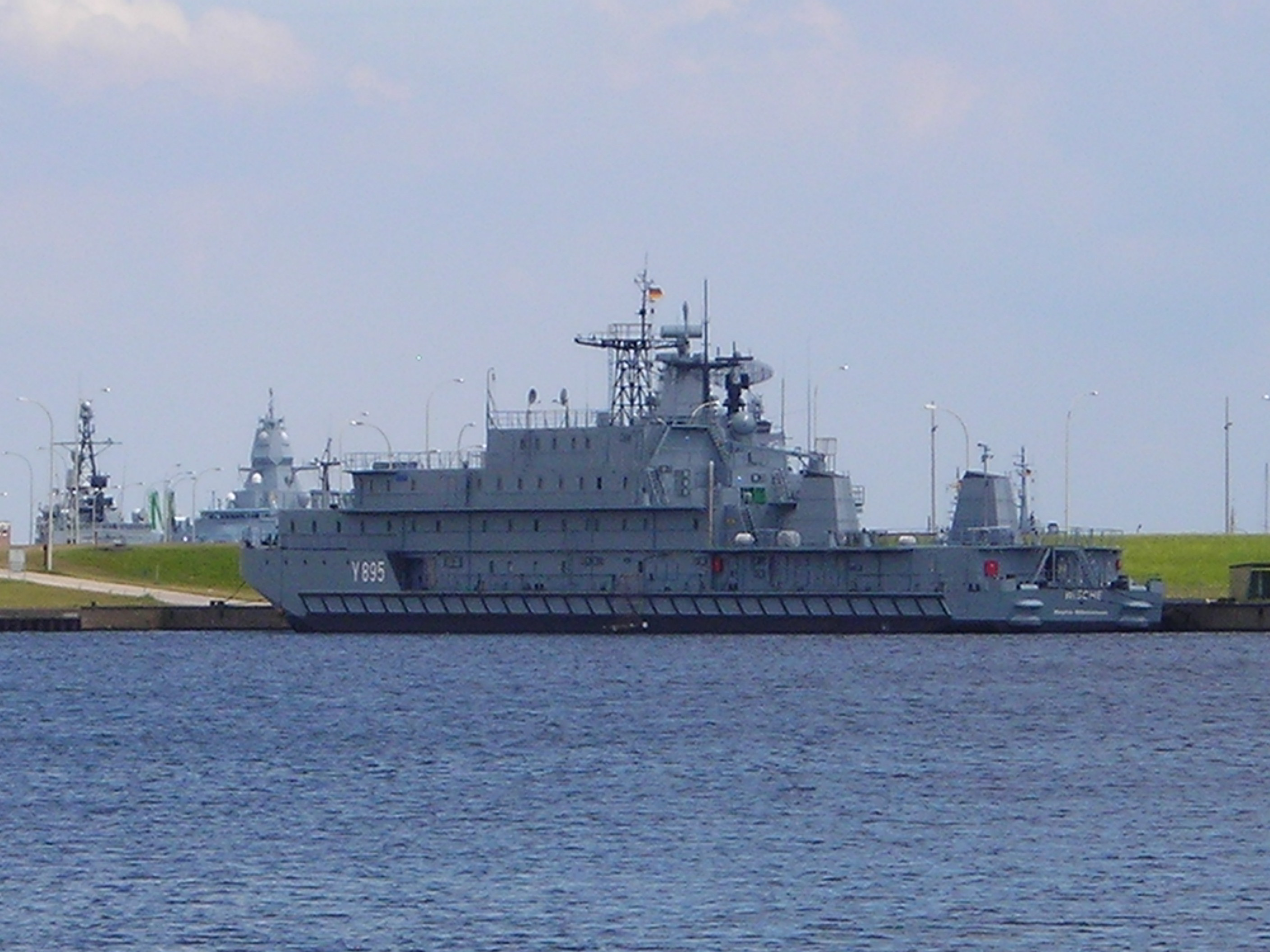
Ein als Wohnschiff weitergenutzter schwimmender Stützpunkt der Ohre-Klasse

Auf Grund zunehmender technischer Verschleißung und Materialermüdung wurden 1981 die ersten drei RS-Boote außer Dienst gestellt. Da es aber zu dieser Zeit noch kein Nachfolgeboot gab, das die Aufgaben der RS-Boote hätte übernehmen können, mussten die anderen zwölf RS-Boote bis 1990 in Dienst bleiben.

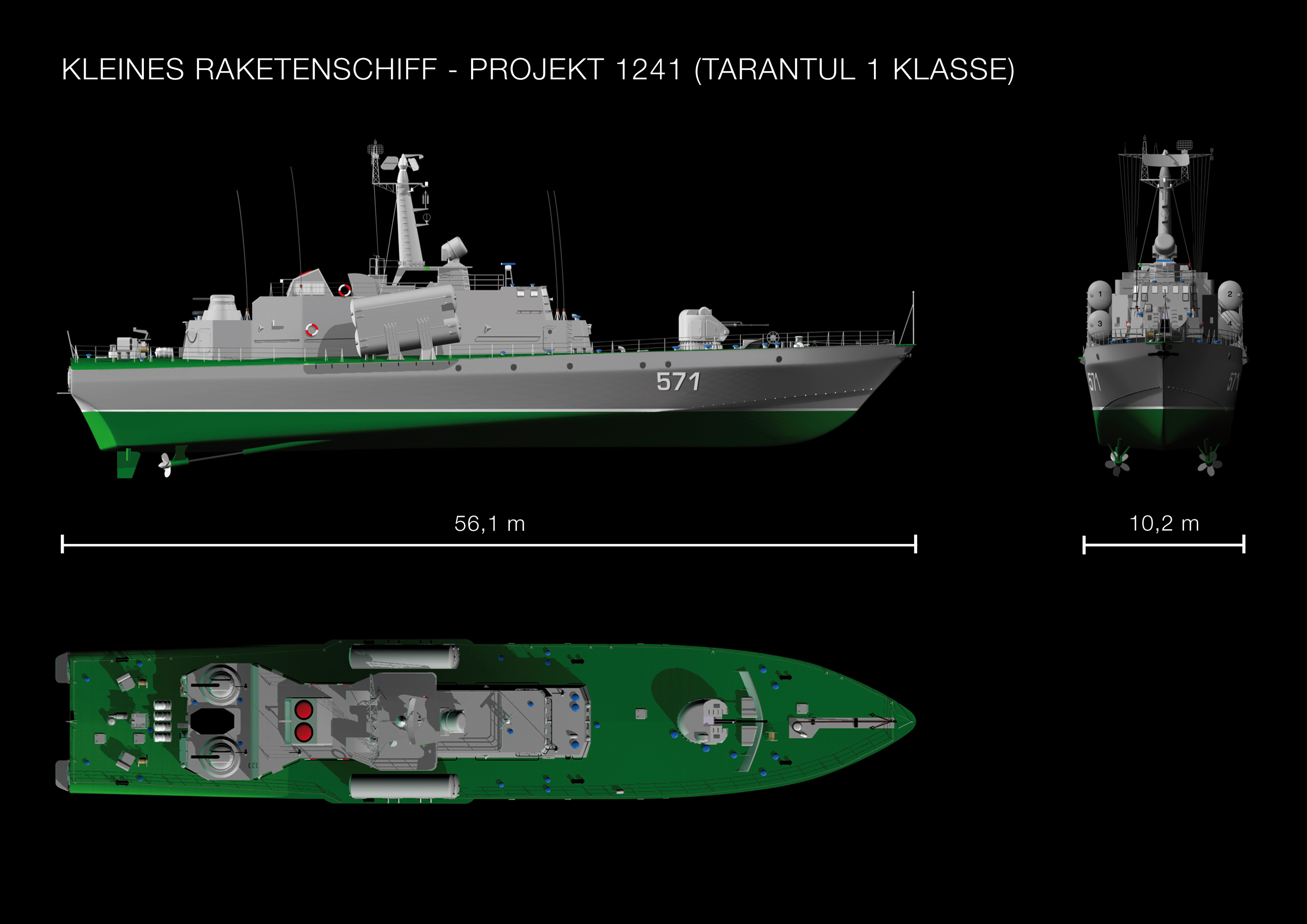
Ansichten des Kleinen Raketenschiffs Projekt 1241 RE (Tarantul-1-Klasse)

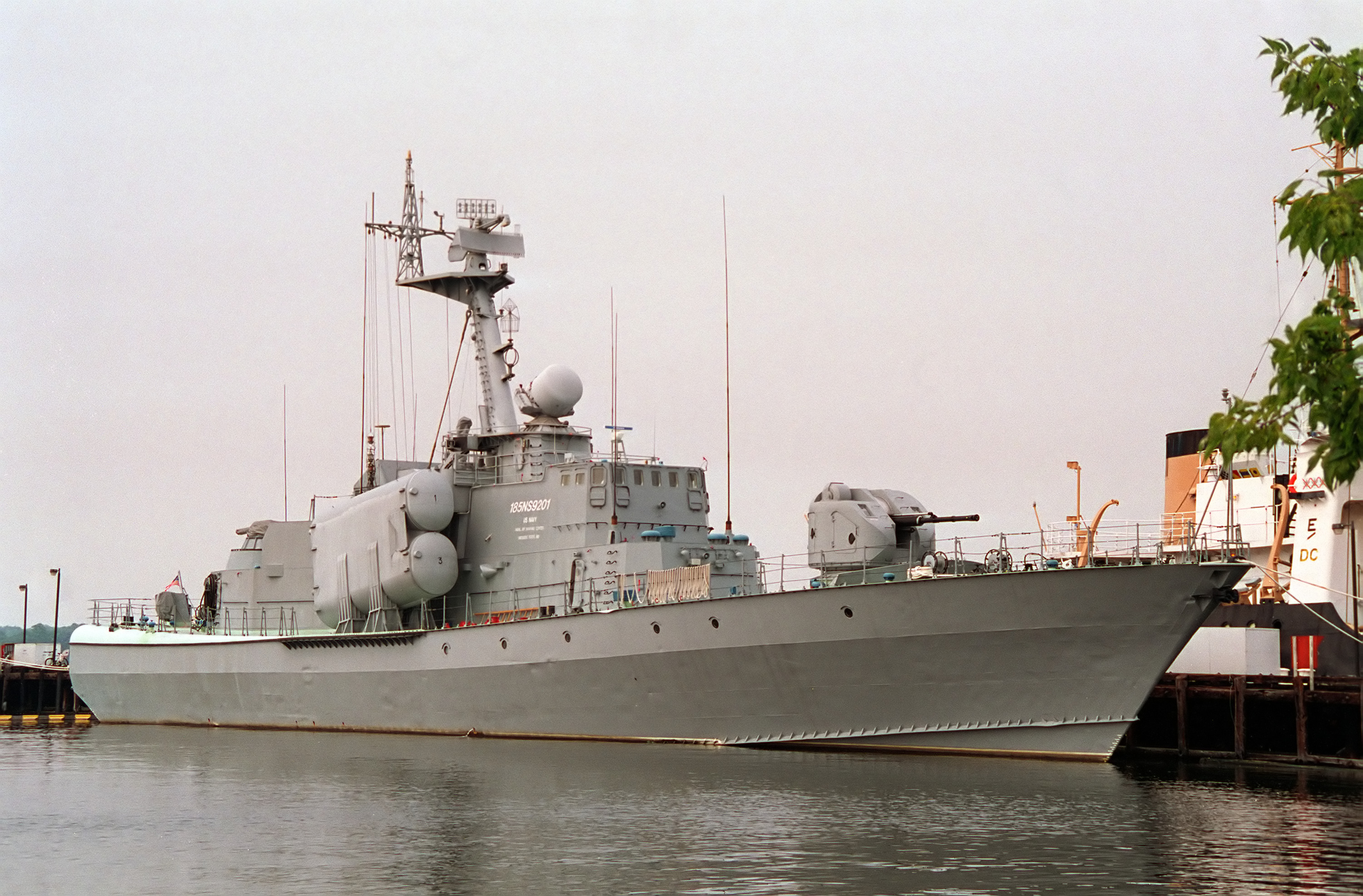
Raketenschiff der Tarantul-1-Klasse

Im Juli 1984 wurden die TSB-Brigaden stark verkleinert und über die Hälfte der KTS-Boote außer Dienst gestellt, weil Torpedoeinsätze gegen Überwasserziele nicht mehr zeitgemäß waren. Seezielflugkörper erlaubten deren Bekämpfung schon aus viel größerer Distanz. Ebenfalls im Jahr 1984 erfolgte der Ersatz der Schwimmenden Stützpunkte Projekt 62 durch das Projekt 162 (Ohre-Klasse).
Im Oktober 1984 begann die Indienststellung einer neuen Generation von Flugkörperträgern, die Kleinen Raketenschiffe Projekt 1241 RE (Tarantul-I-Klasse) aus sowjetischer Produktion. Auf Grund ihrer wesentlich größeren Verdrängung gegenüber den bisherigen Booten wurden sie als Schiff bezeichnet.

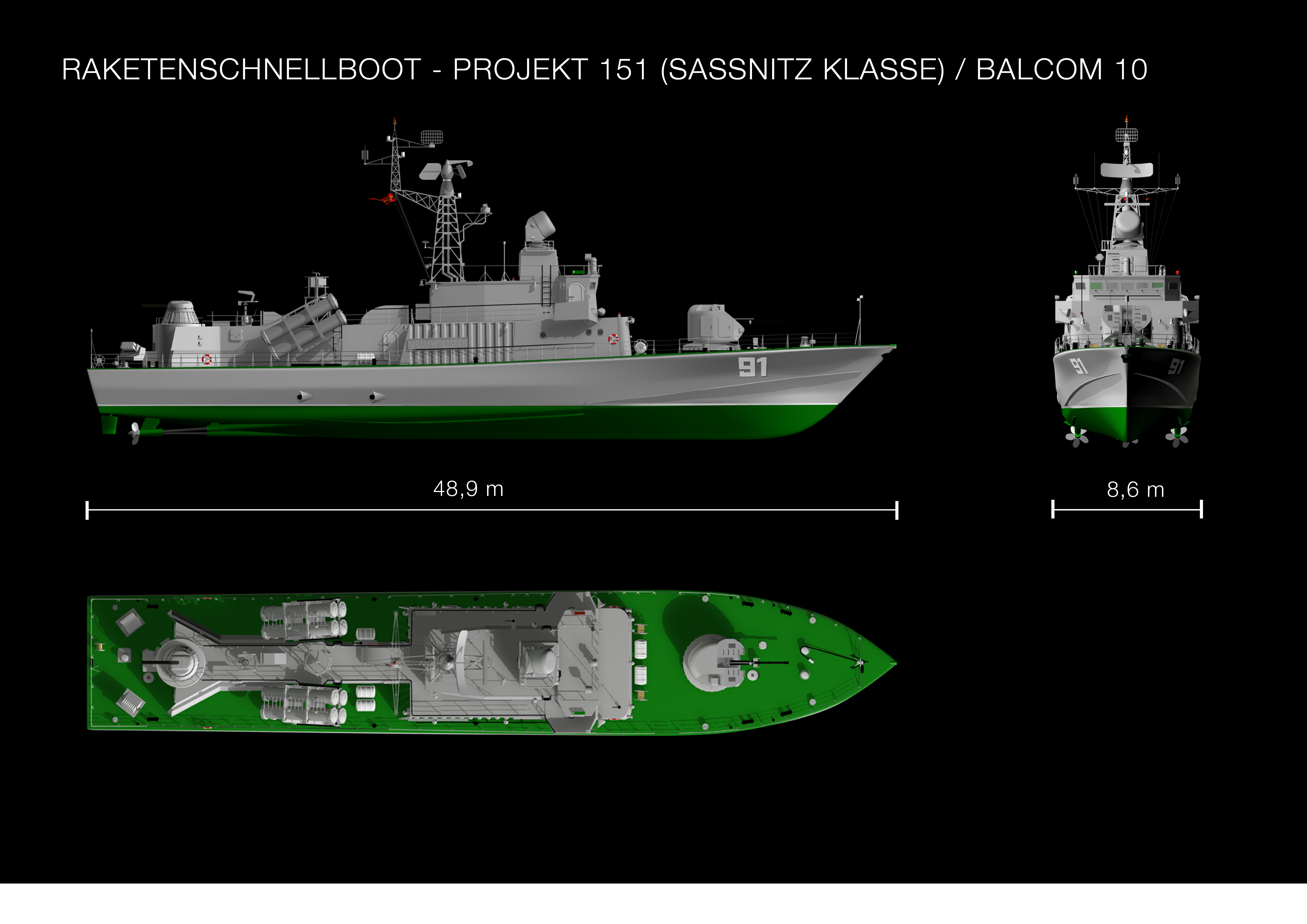
Raketenschnellboote Projekt 151 (Sassnitz-Klasse) Balcom 10

Seit Anfang der 1980er-Jahre entwickelte man in der Peene-Werft Wolgast an einem „Kleinen Raketenschiff“ Projekt 151 (Balcom-10-Klasse) mit auswechselbaren Raketencontainern, die durch die UdSSR beigestellt werden sollten. Die UdSSR hielt sich aber nicht an ihre Zusagen und änderte auch mehrmals die technischen Daten der Container, so dass auf dem 1987 fertiggestellten Erprobungsschiff Containerattrappen montiert wurden. Am 30. Juli 1990 erfolgte dann die Indienststellung des ersten Patrouillenbootes ohne Raketen. Zwei der drei Boote wurden durch den Bundesgrenzschutz übernommen und fuhren bis Februar 2018 noch als BG 22 und BG 23.

### 9. November 1989 bis 2. Oktober 1990
Auch nach der Maueröffnung gab es noch ein neues Fahrzeug in der 6. Flottille. Das bereits gefertigte und erprobte Schiff Projekt 151 wurde noch am 31. Juli 1990 in Dienst gestellt. Allerdings wurde einen Tag vor der Übergabe die Bezeichnung von Kleines Raketenschiff in Patrouillenboot geändert und die leeren Raketencontainer wurden demontiert. Es ist eines der wenigen Schiffe der Volksmarine, das, in diesem Fall vom Bundesgrenzschutz-See, übernommen wurde.
In Vorbereitung auf die deutsche Wiedervereinigung und das damit verbundene Ende der DDR wurde am 31. August 1990 vom Ministerium für Abrüstung und Verteidigung der Befehl zur Entmunitionierung der Gefechtsfahrzeuge, Schiffe und Flugzeuge herausgegeben. Am 2. Oktober 1990, dem Vortag der deutschen Wiedervereinigung, wurde die NVA mit ihren Teilstreitkräften aufgelöst.

### Nach dem 3. Oktober 1990
Am 3. Oktober 1990 übernahm der Bundesminister der Verteidigung Gerhard Stoltenberg die Befehls- und Kommandogewalt über die in der Bundeswehr aufgegangenen Teile der aufgelösten NVA. Reste der 6. Flottille wurden in die Bundesmarine, jetzt Deutsche Marine, übernommen und nach kurzer Zeit außer Dienst gestellt. Viele der Berufsoffiziere der Volksmarine traten aus dem militärischen Dienst aus. Es gab auch viele, die sich für einen Dienst bei der Bundesmarine bewarben und übernommen wurden.
Der Stützpunkt Bug/Dranske wurde als erster Stützpunkt der Volksmarine geschlossen und an einen privaten Investor verkauft.

## Unfälle und Vorkommnisse
In den ersten Stunden des 31. August 1968 kollidierte das TS-Boot 844 Willi Bänsch bei dichtem Nebel mit der schwedischen Fähre Drottningen und sank. Sieben Besatzungsmitglieder starben bei diesem schwersten Seeunfall der Volksmarine, der auf seemännisches Fehlverhalten des Bootskommandanten zurückgeführt wurde. Vorausgegangen war im Januar 1968 die Verhaftung mehrerer Besatzungsmitglieder des Bootes wegen geplanter Fahnenflucht nach Dänemark. Danach wurde die Besatzung neu zusammengestellt und das TS-Boot erhielt einen neuen Kommandanten. Im Gedenken an die Toten wurde im Stützpunkt ein Gedenkstein aufgestellt. Heute befindet sich der Gedenkstein auf dem Friedhof von Dranske und eine Ehrentafel im Marineehrenmal Laboe.
Am 16. April 1986 kam es nordöstlich vor Darßer Ort zwischen dem KTS-Boot 945, Ex 951 (Baunummer 131.421) und einem Raketenschnellboot vom Projekt 205 (RSB 734, Paul Eisenschneider) zu einer Kollision, wobei das RS-Boot das KTS-Boot an der Steuerbordseite zwischen Aufbauten und Geschütz rammte. Der Ari-Gast (Artillerie-Gast) kam dabei ums Leben, während sich die anderen Besatzungsmitglieder retten konnten. Das KTS-Boot wurde dabei so stark beschädigt, dass es sank. Nach der Bergung des KTS-Bootes wurde es am 30. Juni 1986 außer Dienst gestellt. Offiziell wurde der Vorfall verschwiegen.

## Einheiten
Anfangs gehörten Küstenschutzschiffe und kleine Landungsschiffe zum Verband, die bei einer Umstrukturierung 1965 aus dem Verband herausgelöst wurden. Die angegebene Anzahl der Schiffe und Boote bezieht sich auf die insgesamt in der 6. Flottille in Dienst gestellten Fahrzeuge.

### Kampfschiffe und -boote
| Klassenbezeichnung          | VM-internes Kürzel | Projekt-Nr.  | NATO-Bezeichnung            | VM-Bezeichnung | Anzahl    |
| leichtes Torpedoschnellboot | LTS-Boot           | Projekt 63   | –                           | Iltis-Klasse   | 36 Boote  |
| leichtes Torpedoschnellboot | LTS-Boot           | Projekt 68   | –                           | Wiesel-Klasse  | 23 Boote  |
| kleines Torpedoschnellboot  | KTS-Boot           | Projekt 131  | –                           | Libelle-Klasse | 30 Boote  |
| Torpedoschnellboot          | TS-Boot            | Projekt 183  | P-6-Klasse                  | –              | 27 Boote  |
| Raketenschnellboot          | RS-Boot            | Projekt 205  | Osa-I-Klasse                | –              | 15 Boote  |
| Torpedoschnellboot          | TS-Boot            | Projekt 206  | Shershen-Klasse             | –              | 18 Boote  |
| Kleines Raketenschiff       | KR-Schiff          | Projekt 151  | Balcom-10 / Sassnitz-Klasse | –              | 1 Schiff  |
| Kleines Raketenschiff       | KR-Schiff          | Projekt 1241 | Tarantul-I-Klasse           | –              | 5 Schiffe |

### Hilfsschiffe
| Klassenbezeichnung      | Typ         | Projekt-Nr.     | NATO-Bezeichnung | VM-Bezeichnung | Anzahl    |
| Schwimmender Stützpunkt | Wohnschiff  | Projekt 62      | −                | Jugend-Klasse  | 7 Schiffe |
| Schwimmender Stützpunkt | Wohnschiff  | Projekt 162     | −                | Ohre-Klasse    | 6 Schiffe |
| Reedeschlepper          | Schlepper   | Projekt 270     | −                | Havel-Klasse   | 2 Schiffe |
| Reedeschlepper          | Schlepper   | Projekt 414     | −                | Zander-Klasse  | 1 Schiff  |
| Reedeschlepper          | Schlepper   | Projekt M-9     | −                | Elbe-Klasse    | 1 Schiff  |
| Torpedofangboot         | Hilfsschiff | Projekt 65      | Kondor-Klasse    | −              | 2 Schiffe |
| Hochseeversorger        | Versorger   | Projekt 602     | −                | Darss-Klasse   | 1 Schiff  |
| Tankschiff              | Tanker      | Projekt 600     | −                | Riems-Klasse   | 1 Schiff  |
| Hafentankfahrzeug       | Tanker      | Projekt 2855/56 | −                | Königs-Klasse  | 2 Schiffe |

### Weitere Einheiten
- Auswerte-, Rechen- und Informationsgruppe 6, ARIG-6
- Fernmeldetechnischer Zug, FmTeZ, stationiert in Sassnitz
- Instandsetzungsbasis 6, IB-6
- Kraftfahrzeugkompanie 6, KfzK-6
- Kraftfahrzeuginstandsetzungszug 6, KfzIZ-6
- Lehrbasis 6, LB-6
- Munitionslager 6, ML-6, stationiert in Sehlen
- Marinepionierzug 6, MpiZ-6
- Nachrichtenkompanie 6, NK-6
- Raketentechnische Abteilung 6, RTA-6, stationiert auf dem Gelände des ehemaligen Marinesperrzeugamtes in Tilzow bei Bergen
- Versorgungs- und Ausrüstungslager 6, VAL-6
- Flak-Batterie 16
- Zug chemische Abwehr 6, ZCHA-6
- Flottillenlazarett
- Musikkorps
- Haus der NVA Dranske, HdADranske
- Wachkompanie 6, WK-6
- Torpedotechnische Kompanie 6, TTK-6
- Tauchereinheit (Bergungs- und Rettungsdienst -BRD-, später Bergungs- und Sicherungsdienst -BSD-), stationiert in Saßnitz, Nonnewitz, Bug

## Chefs der Flottille
| - 1. Mai bis 30. Oktober 1963 - 1. November 1963 bis 30. April 1971 - 1. Mai 1971 bis 30. November 1974 - 1. Dezember 1974 bis 30. April 1983 - 1. Mai 1983 bis 31. Oktober 1987 - 1. November 1987 bis 2. Oktober 1990 | Kapitän zur See Hellmut Neumeister Fregattenkapitän Gustav Hesse (Kapitän zur See 1968) (Konteradmiral 1969) Fregattenkapitän Theodor Hoffmann (Kapitän zur See 1972) Kapitän zur See Hans-Joachim Dönitz (Konteradmiral 1980) Kapitän zur See Eberhard Grießbach (Konteradmiral 1986) Kapitän zur See Werner Murzynowski |

## Auszeichnungen
- 1959: Ehrenbanner des Zentralrates der FDJ für hervorragende Leistungen im sozialistischen Wettbewerb
- 1971: Bester Verband der Volksmarine
- 1971: Goldener Lorbeer für ausgezeichnete Unterstützung des Fernsehfilms Rottenknechte
- 1978: Bronzerelief anlässlich des gemeinsamen Weltraumfluges UdSSR-DDR
- 1979: Ehrenbanner des ZK der SED, des Ministerrates und des Bundesvorstandes des FDGB – Für hervorragende Leistungen im sozialistischen Wettbewerb zu Ehren des 30. Jahrestages der DDR
- 1982: Ehrenplakette des Präsidiums des DTSB der DDR – Für verdienstvolle Arbeit auf dem Gebiet von Körperkultur und Sport
- 1984: Karl-Marx-Orden
- 1984: Ehrenbanner des Solidaritätskomitees der DDR
- 1986: Ehrenbanner der Gesellschaft für Deutsch-Sowjetische Freundschaft